# Cattedrali in Gambia
Questa è una lista delle cattedrali del Gambia.

## Cattedrale cattolica
| Cattedrale                                   | Diocesi           | Città  | Immagine |
| -------------------------------------------- | ----------------- | ------ | -------- |
| Cattedrale di Nostra Signora dell'Assunzione | Diocesi di Banjul | Banjul |          |

## Cattedrale anglicana
| Cattedrale                | Diocesi                                       | Città  | Immagine |
| ------------------------- | --------------------------------------------- | ------ | -------- |
| Cattedrale di Santa Maria | Diocesi anglicana del Gambia e del Rio Pongas | Banjul |          |